# Бесстрашный (миноносец)
«Бесстрашный» — эскадренный миноносец типа «Кит» Российского Императорского флота и флота РККФ. Участвовал в Русско-японской войне.

## Строительство
Заказан по судостроительной программе «Для нужд Дальнего Востока». 23 января 1899 года зачислен в списки судов Российского флота, 29 марта 1899 года заложен на судоверфи фирмы «Шихау» в Эльбинге, спущен на воду 12 августа 1899 года, вступил в строй 31 августа 1900 года. После испытаний отправился в Кронштадт, куда прибыл в июле 1902 года, зайдя по пути в Гельсингфорс.

## Служба
С 31 октября 1900 года по 6 мая 1901 года совершил переход из Кронштадта в Порт-Артур, где вошёл в состав Первого отряда миноносцев Первой Тихоокеанской эскадры. 9 марта 1902 года был переименован в «Бесстрашный».
С началом Русско-японской войны «Бесстрашный» принял активное участие в боевых действиях, неся сторожевую службу на внешнем рейде и совершая разведывательные походы. В первую ночь войны миноносец совместно с «Расторопным» находился в дозоре у Порт-Артура, однако не сумел обнаружить японские корабли. За первый месяц войны миноносец выходил в море с различными боевыми заданиями 8 раз. 13 февраля «Бесстрашный» сумел под огнём противника прорваться из бухты Цзинчжоу в Порт-Артур.
26 февраля 1904 года «Бесстрашный» принял участие в бою миноносцев у Порт-Артура; в этом бою четвёрке эскадренных миноносцев русского отряда («Бесстрашный», «Беспощадный», «Бесшумный», «Внушительный») противостояли четыре японских «истребителя». После обнаружения кораблей противника «Бесстрашный» вслед за флагманским миноносцем в 3 часа 45 минут открыл огонь по ним, избрав своей целью замыкающий миноносец «Акацуки». Русские снаряды повредили на японском «истребителе» машину и перебили главную паровую магистраль, что привело к потере хода «Акацуки». После оживлённой перестрелки противники потеряли друг друга в темноте. За время боя «Бесстрашный» выпустил 25 снарядов, сам повреждений не получил.
В мае и июне «Бесстрашный» активно участвовал в поддержке русских войск у Цзиньчжоу. За это время миноносец в составе отряда принял участие в нескольких кратковременных столкновениях с японскими кораблями. Во время боя в Жёлтом море сумел прорвать блокаду и уйти от преследовавших японских кораблей в Циндао. 2 августа «Бесстрашный» был разоружен и интернирован правительством Китая.
4 февраля 1905 года «Бесстрашный» вошёл в состав Сибирской флотилии. В 1912—1913 годах прошёл капитальный ремонт с перевооружением. Кроме того, была установлена вторая мачта для антенны радиотелеграфа.
В 1917 году совершил переход из Владивостока в Баренцево море, куда прибыл 10 сентября 1917 года и вошёл в состав Флотилии Северного-Ледовитого океана. 8 ноября этого же года вошёл в состав РККФ, в марте 1918 года захвачен в Мурманске интервентами. В море не выходил по причине неисправного состояния. После возвращения в РККФ прошёл капитальный ремонт, а 24 июня 1924 года исключён из списков флота с передачей «Комгосфондов» для реализации.